# 阿里·穆罕默德·謝因
阿里·穆罕默德·谢因（斯瓦希里语：Ali Mohamed Shein，1948年3月13日—）是一名坦桑尼亞的政治人物，曾擔任坦桑尼亚第8任副總統（2001年－2010年）和桑给巴尔的第七任总统（2010年－2020年）。 谢因出生于奔巴島，是执政党坦桑尼亞革命黨党员，职业是内科医生。